# Dragon Ball Kai
Dragon Ball Kai (ドラゴンボール改, Doragon Bōru Kai), conhecido no Brasil como Dragon Ball Z Kai, é um remake da série de animação japonesa Dragon Ball Z em HD, anunciado em fevereiro de 2009 pela Toei Animation. Uma nova continuação, Dragon Ball Super, estreou em julho de 2015.
O anime estreou no Brasil no canal a cabo Cartoon Network, no dia 4 de abril de 2011. Na TV aberta, estreou na Rede Bandeirantes em 17 de outubro de 2015, às 06h00. Também foi exibido no canal a cabo Warner Channel, através do bloco Wanimé, e em julho de 2022, passou a fazer parte do catálogo do Globoplay. Em outubro de 2022 chegou ao HBO Max. Em Portugal, o anime estreou no canal a cabo SIC Radical no dia 18 de junho de 2012.
Com o término do anime de Toriko na semana anterior, no dia 6 de abril de 2014 a Fuji TV deu início a exibição dos episódios da Saga Boo que estavam sendo produzidos somente para DVD/Blu-Ray. A abertura "Kuu-Zen-Zetsu-Go" é interpretada por  Takayoshi Tanimoto e o encerramento "Haikei, Zarathustra" é interpretado pela banda Good Morning America.
Inicialmente, o anime produziria 99 episódios da primeira série de DBZK, mas por conta do terremoto seguido de tsunami no Japão, o último episódio da temporada não foi ao ar (mas foi exibido no Brasil), e da "Saga dos Sayajins/Freeza/Cell" foram exibidos os primeiros 98 episódios. Com a "Saga de Majin Boo" encerrada no episódio 61 (em 28 de junho de 2015), Dragon Ball Z Kai terminou com 159 episódios (167 na versão americana e brasileira), significando um corte de 132 (124 na versão americana e brasileira) episódios da versão Z. Este corte teve como objetivo fazer a nova série readquirir a dinâmica do mangá original.
O Episódio 37 de Dragon Ball Z Kai misteriosamente não é exibido no Cartoon Network e em seu lugar é exibido no episódio 38. (Esta é a primeira vez em toda a história da franquia no Brasil que um episódio inteiro é excluído da programação, sem qualquer explicação; entretanto, a não-exibição do episódio ocorreu por toda a América Latina.) Esse episódio 37 é exibido apenas a partir de 2012, na Band, sendo exibido no Warner Channel entre 2021 e 2022 (ao contrário de seu canal irmão Cartoon Network, que, como mencionado, nunca exibiu o episódio 37).

## Enredo

### Saga Saiyajin
Cinco anos se passaram desde a vitória de Goku sobre Piccolo. Ele agora está casado com Chichi e possui um filho de quatro anos chamado Gohan. Entretanto, a paz é quebrada quando Raditz, o irmão mais velho de Goku chega a Terra. Ele veio buscar Goku e revela seu verdadeiro nome, Kakarotto, e que ele pertence a uma raça alienígena agressiva e poderosa chamada Saiyajin, que está sempre em busca de batalhas sangrentas, além de que ele foi mandado para a Terra para que preparasse o planeta para ser vendido, mas perdeu a memória e seu instinto Saiyajin em um acidente na sua infância. Raditz então rapta Gohan para tentar fazer Goku voltar ao seu "normal", obrigando Goku e Piccolo a aliarem-se para derrotá-lo. Contudo, Raditz era mais poderoso que os dois juntos e Goku sacrifica a sua vida para matá-lo. Porém pouco antes de morrer, Raditz chama dois companheiros Saiyajins, o Príncipe Vegeta e seu antigo tutor, Nappa, com o objetivo de garantir que o planeta Terra fosse destruído com a chegada deles, estipulada para 1 ano. No mundo dos mortos, Goku descobre que há um ser bem poderoso ali e que poderia prepará-lo para a intensa batalha contra os Saiyajins, sendo levado para treinar com o Senhor Kaioh, um dos quatro deuses que protegem as suas respectivas galáxias. Nesse tempo, Goku aprende as duas técnicas supremas do Kaioh do Norte, o "Kaioh Ken", que pode multiplicar diversas habilidades do seu usuário, como força e velocidade, e a Genki Dama, técnica a qual o usuário pega emprestado a energia de todos os seres vivos de uma determinada área e canaliza esse poder em uma imensa bola de energia que fere mortalmente um oponente. Na Terra, Gohan é treinado por Piccolo, ao mesmo tempo que Kuririn, Tenshin Han, Yamcha e Chaos se preparam para a chegada dos Saiyajins.
Um ano se passa e Vegeta e Nappa chegam a Terra e revelam ter conhecimento das Esferas do Dragão. Os dois pretendiam derrotar "aquele que matou Raditz" e depois procurá-las. Ao encontrarem os recém formados Guerreiros Z, Nappa planta pequenos monstros chamados Saibaimans. Apesar de fracos, um deles consegue matar Yamcha. Nappa então começa a verdadeira luta, obrigando Chaos e Tenshin Han a usarem todas as suas energias, causando a morte de ambos. Enquanto isso, Goku termina o seu treino e inicia o seu regresso à Terra. Entediado, Vegeta obriga Nappa a esperar três horas até que Goku volte. Após esse tempo, Nappa ataca Gohan, mas Piccolo sacrifica a sua vida para salvá-lo. Por ser sua contraparte, Kami Sama também é morto. Minutos após isso, Goku chega e derrota Nappa com o Kaioh Ken. Inicia-se então a luta entre Goku e Vegeta, onde nem mesmo o Kaioh Ken ou a Genki Dama conseguiram derrotar o príncipe dos Saiyajins. Durante a batalha, vendo que estava em uma situação complicada, Vegeta decide utilizar seu trunfo: A transformação em Oozaru (macaco gigante), mas não consegue porque antes da batalha começar, Picollo percebeu o quão fortes ficam os Saiyajins quando se tornam Oozarus, e decidiu destruir a lua (Satélite Natural da Terra) para garantir que os mesmos não conseguissem utilizar este recurso no combate, o que obriga Vegeta a criar uma lua artificial para poder se transformar, mudando o rumo da batalha e deixando Goku sem esperanças de vitória. Entretanto sua cauda é cortada por Yajirobe, que observava a luta de longe. No fim do combate, Gohan vê a lua artificial e também se transforma em Oozaru, derrotando Vegeta. Contudo, Goku permitiu que Vegeta continuasse vivo, não querendo ver um adversário tão forte morrendo de forma patética, mas prometendo derrotá-lo depois com técnicas mais fortes.

### Saga Freeza
Pouco antes da fuga de Vegeta, Kuririn o ouve falar sobre as Esferas do Dragão Originais, localizadas no planeta natal de Piccolo, Namekusei. Kuririn, Gohan e Bulma então partem em busca das Esferas Originais a fim de ressuscitar Picollo e os outros guerreiros Z mortos na batalha, incluindo Kami-sama, o que traria as esferas do dragão da Terra de volta, enquanto Goku se recuperava no hospital.
Porém, logo ao chegar, eles se deparam com os Soldados de Freeza, um poderosíssimo tirano alienígena que até então era considerado o Imperador do Universo, que também estava em busca das esferas do dragão para realizar seu desejo de obter a vida eterna, além de encontrarem também Vegeta, que havia se recuperado do embate contra Goku e também queria as esferas do dragão para si. Eles conseguem fugir e conhecem Dende, um jovem Namekuseijin (raça de Picollo), que se alia aos guerreiros. Bulma vendo toda a terrível situação decide entrar em contato com Mestre Kami, para avisá-lo sobre o que estava acontecendo em Namekusei e para que ele pudesse avisar Goku sobre a situação, fazendo o Saiyajin deixar o hospital em que estava se recuperando e indo para o espaço utilizando uma nave espacial produzida pelo pai de Bulma. Enquanto isso, Vegeta inicia sua rebelião contra Freeza, matando Kiwi, Dodoria e Zarbon, os três generais de Freeza. Percebendo que Freeza estava matando todos os seres daquele planeta e que já possuía 5 das 7 esferas do dragão, e que Vegeta também estava fazendo o mesmo e que possuía 1 delas, Kuririn e Dende vão ao encontro do Grande Patriarca, o líder de Namekusei e guardião/criador das Esferas Originais, que estava protegendo a última bola mágica. Na moradia do Patriarca, ele libera os poderes ocultos de Kuririn, o que surpreende o jovem, que pergunta se pode trazer Gohan para que o patriarca também libere seus poderes ocultos. O idoso concorda, e entrega a esfera do dragão para o rapaz. Porém posteriormente Vegeta encontra Kuririn e rouba a esfera dele, ao mesmo tempo que Gohan, em busca de impedir que Vegeta ou Freeza ganhem a vida eterna, encontra a esfera que Vegeta roubou dos Namekuseijins e leva para seus amigos, enfurecendo o príncipe dos Saiyajins, que se vê obrigado a se aliar momentaneamente aos guerreiros, visto que Freeza, irritado com os empecilhos em seu caminho, chama seus mais poderosos soldados, as Forças Especiais Ginyu, composta por Gurdo,Recoome, Burter, Jeice e o Capitão Ginyu. 

Gurdo enfrenta Gohan e Kuririn, mas é morto por Vegeta. Contudo, todos são derrotados por Recoome. Durante todos os acontecimentos, Goku chega a tempo de impedir que Recoome matasse Gohan, salvando o filho e derrotando o oponente com extrema facilidade, o que deixa Gohan, Kuririn e Vegeta boquiabertos com o imenso poder de Goku, que ficou treinando a viagem inteira até Namekusei. Ele também derrota Burter, fazendo Jeice fugir para chamar o capitão ginyu, que havia levado as esferas do dragão que Vegeta roubou de Freeza de volta para o imperador.
Ginyu então entra na luta, mas Goku leva a vantagem, até que o Capitão utiliza a sua técnica de troca de corpo, ficando com o corpo de Goku. Com seu novo corpo, ele batalha contra Vegeta, Gohan e Kuririn. Porém, ele não sabia como controlá-lo e resolve voltar para o seu corpo original. Devido a inúmeros golpes de Vegeta, o corpo de Goku foi altamente danificado e ele foi levado para descansar em uma das naves dos soldados de Freeza. Posteriormente, Jeice é morto por Vegeta e Ginyu acidentalmente troca de corpo com uma rã namekuseiana.
Após uma árdua batalha, Vegeta também vai repousar, enquanto Kuririn, Gohan e Dende  reúnem as Esferas do Dragão, mas decidem usar os desejos na sua ausência, pois não tinham confiança total no Saiyajin.
Os dois primeiros desejos foram usados para ressuscitar Piccolo e levá-lo para Namekusei e com isso, Kami-Sama também volta a vida. Contudo, o Patriarca sofre um ataque cardíaco e morre, fazendo com que as esferas se transformem em pedra e impedindo um terceiro desejo. Freeza, enfurecido, chega ao local e percebe que perdeu sua chance de se tornar imortal. Kuririn, Gohan e o acordado Vegeta enfrentam Freeza, mas não são páreo para o imenso poder do imperador, sendo interrompidos por Piccolo, que no caminho havia se fundido com o corpo de Nail, um Namekuseijin que protegia o grande patriarca e que foi mortalmente ferido por Freeza, e assim, conseguiu superar os poderes da segunda forma de Freeza, mas foi derrotado quando este assumiu sua terceira forma. Durante esse tempo, Goku termina a sua recuperação e vai a luta, mas não chega a tempo de impedir que Freeza, em sua última forma, matasse Vegeta. Goku e Freeza travam uma luta arrasadora, em que Goku derrota Freeza momentaneamente com uma Genki Dama maior que o normal. Todavia, o tirano reaparece e mata Kuririn, causando uma enorme fúria em Goku, que o fez atingir o nível Super Saiyajin. Durante a luta, Sr. Popo usa as esferas da Terra para ressuscitar os mortos por Freeza e seus homens, dentre eles o Patriarca. O último desejo das Esferas de Namekusei foi levar todos exceto Goku e Freeza para Terra. Após isso, Freeza ataca o centro do planeta, que agora iria explodir em 5 minutos, que foram suficientes para a vitória de Goku.
Momentos antes da explosão, Goku consegue fugir de Namekusei. Na Terra, um novo Patriarca é eleito. Meses depois, Kuririn, Chaos, Tenshin Han e Yamcha são ressuscitados. Bulma tenta ressuscitar Goku, mas o Grande Porunga diz que o Saiyajin não está morto.

### Saga dos Andróides
Um ano após a batalha em Namekusei, um grande Ki se aproxima da Terra. Era Freeza, agora em um corpo mecânico, ao lado de seu pai, Cold, buscando vingança. Entretanto, assim que chegam ao planeta, ambos são mortos por um misterioso jovem Super Saiyajin. Ele veio do futuro alertar a todos que Goku morreria de uma doença e que o mundo seria devastado por androides criados pela Força Red Ribbon. Algum tempo depois, Goku retorna a Terra, com uma nova técnica, o teletransporte. O jovem então revela a Goku o seu nome, Trunks, e que ele é filho de Bulma e Vegeta. Ele então entrega a Goku um remédio para que ele se tratasse quando a doença mostrasse sinais e volta para o futuro. Os guerreiros então passam os próximos três anos treinando, em especial, Vegeta que foi ao espaço tentar superar Goku. Depois de se reencontrarem, Tenshinhan avisa a Goku que Chaos não participará da batalha por não ter poder suficiente. Então aparecem os androides Nº 19 e Nº 20.
Goku batalha contra o Nº 19, mas a doença começa e o andróide leva vantagem, até que Vegeta reaparece, no estágio Super Saiyajin e destrói o 19. Aterrorizado com o poder do inimigo, o Andróide 20, que na verdade é o Doutor Maki Gero, foge para o seu laboratório, seguido pelos Guerreiros. No entanto, Yamcha leva Goku de volta para casa para que ele possa se tratar. No laboratório, Maki Gero desperta os androides Nº 17 e Nº 18 que posteriormente despertam o Nº 16. Apesar de terem sido criados por Maki Gero, os Nº 17 e 18 o odeiam por ele ter usado seus corpos sem permissão, e por isso, o 17 mata o Doutor.
A primeira luta entre os Guerreiros Z e os androides foi entre Vegeta e a Nº 18, em que a 18 saiu vitoriosa. Trunks tenta ajudar o pai, mas também é derrotado. Piccolo e Tenshin Han tem o mesmo destino nas mãos do Nº 17. O único que permaneceu de pé foi Kuririn, que mal conseguia se mover. Devido a sua função de criação, matar Goku, os androides se retiram e Kuririn entrega uma Semente dos Deuses para os outros. Vegeta voa furiosamente, enquanto Piccolo, certo de que não haveria tempo para treinar, decide que o único jeito de aumentar sua força era se fundir novamente com Kami-Sama. Este concorda e os dois se tornam um só novamente.
O namekuseijin então parte à procura dos andróides, mas encontra uma nova ameaça, Cell, a criação suprema do Doutor Maki Gero. No futuro, Cell despertaria e seu objetivo era evoluir absorvendo os andróides 17 e 18, mas naquele tempo, eles já foram mortos por Trunks. Cell então mata Trunks e rouba a Máquina do Tempo, chegando na mesma época que Trunks antes de ser morto. Cell foi criado a partir das células de Goku, Gohan, Vegeta, Freeza, Cold, Piccolo, Tenshin Han, Kuririn e Yamcha, e pode utilizar todas as suas técnicas, além de ter a habilidade natural de absorver a energia vital de qualquer coisa orgânica. Entretanto, os novos poderes de Piccolo eram maiores que os de Cell, e a tremenda energia usada por ele acabou atraindo Kuririn, Tenshin Han, Trunks e Vegeta. Sem escolhas, Cell foge para poder absorver mais energia e ficar mais poderoso.

### Saga Cell
Durante todos os eventos, Goku já havia se recuperado. Ele, Vegeta, Gohan e Trunks vão até o templo de Kami Sama, onde são apresentados a Sala do Tempo, uma sala onde um dia terrestre é igual a um ano. Vegeta e Trunks entram para treinarem, enquanto bem longe dali, Piccolo e Tenshin Han, encontram os andróides. Piccolo batalha contra o Nº 17 em uma luta igual para igual, até que Cell retorna, mais poderoso devido a enorme energia que ele absorveu dos humanos. Ele derrota ambos Piccolo e 17, mas o 16 entra na luta, revelando ter a mesma força que Cell. Contudo, Cell consegue absorver o 17, atingindo a sua segunda forma e derrotando o Nº 16. Seu próximo alvo era a 18, mas Tenshin Han utiliza o Novo Kiko Ho e consegue imobilizá-lo momentaneamente, permitindo a fuga da 18 e do 16.
Nesse momento, Vegeta e Trunks saem da Sala do Tempo e partem para a luta, enquanto Goku e Gohan começam seu treinamento. Vegeta demonstra ter ultrapassado o Super Saiyajin comum, conseguindo derrotar Cell, mas permite que ele absorva a 18, pois queria um inimigo mais poderoso. Na sua última forma, Cell derrota Vegeta facilmente, mas tem certas dificuldades na luta contra Trunks, que ficou mais poderoso que seu pai. No final da luta, Cell propõe um torneio, em que todos participantes lutariam contra ele. São anunciados os Jogos do Cell, que começariam em 10 dias. Durante esse tempo, Goku traz Dende para a Terra e ele se transforma no novo Kami Sama e as Esferas são reunidas.
Nos Jogos do Cell, um humano campeão de artes marciais chamado Mr. Satan aparece tentando derrotar Cell, mas perde facilmente. Em seguida, Goku luta contra Cell, mas desiste e manda Gohan, que segundo ele seria aquele que o destruiria o vilão. Entretanto, Gohan se recusava a lutar, e Cell ataca os outros guerreiros, e acaba matando o Nº 16. Isso libera o poder oculto de Gohan, fazendo atingir o nível Super Saiyajin 2. Ele humilha Cell e o faz vomitar a Nº 18, voltando para a segunda forma. Como última alternativa, Cell aciona uma bomba que estava dentro dele, e para impedir a destruição da Terra, Goku se teletransporta para o planeta do Senhor Kaioh do Norte, onde ambos são mortos. Apesar de tudo, pedaços de Cell continuaram vivos e ele se regenera, voltando mais poderoso e matando Trunks. Cell e Gohan então lançam um Kamehameha um contra o outro. Do Outro Mundo, Goku ajuda Gohan e ele desintegra Cell por completo. Entretanto, o planeta Terra considera Mr. Satan como o seu salvador, devido ao fato de que todos foram embora no fim da luta e somente ele foi achado. Depois de tudo, Trunks é ressuscitado, mas Goku decide ficar no Outro Mundo. Trunks volta para a sua linha temporal, onde mata os andróides 17, 18 e Cell e a paz na terra reina por um determinado tempo.

### Saga Majin Boo
7 anos se passam desde a derrota de Cell e Gohan se matricula na escola. Contudo, Gohan tem de ocultar seus poderes depois de impedir um assalto de contrabandistas transformado em Super Saiyajin e pede a Bulma um disfarce para não chamar atenção. Depois de conseguir a fantasia, ele se autodenomina como Grande Saiyaman. Contudo, Videl, filha do Mr. Satan e colega de Gohan descobre de sua real identidade e o chantageia para participar do torneio de artes marciais, caso contrário, seu segredo seria revelado. O torneio infantil começa com Goten, irmão mais novo de Gohan, herança deixada por Goku desde o torneio de Cell e Trunks, já na idade infantil enfrentando Goten e vencendo o torneio infantil. Piccolo acaba conhecendo um ser estranho chamado Shin, mas depois descobre que se trata do Kaioshin (Supremo Sr. Kaio).
Videl enfrenta Spopovich que atua de forma esquisita. Spopovich faz com que Videl ficasse quase morta fazendo Gohan extrapolar sua fúria, mas Yan, seu companheiro o lembra de seu real propósito. Kaioshin e Kibito usam Gohan para Yan e Spopovich roubarem a energia de Gohan e os levar até Babidi, mas acabam sendo descobertos e Kuririn e Piccolo são transformados em pedra pela saliva de Daburá. Goku e Vegeta passam pelos estágios vencendo Pui Pui e Yakon. Gohan enfrenta Daburá, embora não usa todo seu poder, Daburá percebe o olhar maldoso de Vegeta. Babidi se apossa de Vegeta e os transporta para o torneio onde Mr. Satan é campeão e 18 fica com o segundo lugar. Vegeta mata muitas pessoas e faz isso no intuito de provocar Goku para lutar com ele. Assim Goku fica no seguinte cenário para lutar com Vegeta e Kaioshin e Gohan seguem em frente para impedir as ambições de Babidi. Contudo, os danos da luta entre Goku e Vegeta foram convertidos em energia e assim Majin Boo aparece, que quase mata Gohan e deixa a vida de Kaioshin por um fio. Depois de saber do despertar de Majin Boo, Vegeta deixa Goku inconsciente e foi enfrentar Boo pessoalmente. Boo mata Daburá que faz com que Kuririn e Piccolo que foram transformados em pedra voltassem ao normal. Vegeta aparece para enfrentar Boo, mas seu poder nada adiantou para enfrentar Boo. Vegeta é salvo por Goten e Trunks e depois colocados inconscientes. Piccolo enfrenta Babidi e depois o parte em dois. Vegeta usa o autossacrifício para destruir Boo, mais de nada adiantou e em seguida restitui o corpo de Babidi.
Bulma e cia reúnem as Dragon Balls para evocar Shenlong para ressuscitar as pessoas. Goku volta a si e teletransporta para o Templo de Kame Sama, que descobre que Vegeta e Gohan estão mortos e tinha em mente usar a fusão, até saber que os garotos seriam o único recurso da salvação da Terra. Goku tenta impedir Bulma de concretizar um dos desejos feitos a Shenlong, mas um desejo foi concretizado de ressuscitar as pessoas no torneio, que também ressuscita Kibito. Goku dispensa Shenlong no intuito de evocá-lo em 4 meses e teletransporta o grupo para o Templo de Kame Sama e conta que Gohan e Vegeta estão mortos. Babidi faz contato com as pessoas e começa a sua tortura. Kibito acha Kaioshin e restitui sua energia. Em seguida acha Gohan e restitui sua energia no Planeta Supremo e tem em mente usar Gohan para tentar retirar a Espada Z. Goten e Trunks voltam a si e começam a treinar a técnica da fusão. A técnica da fusão precisou dar uma adiada para que Goku vá para a Capital do Leste para proteger o Radar do Dragão enquanto Trunks vai atrás do radar. Goku revela sua transformação de Super Saiyajin 3 e enfrenta Boo, mas seus poderes meio-que que equiparavam. Trunks consegue o radar em sua casa e Goku interrompe a luta, mas tinha pouco tempo porque a transformação do Super Saiyajin 3 encurtava sua estada na Terra. Boo se livra do Babidi e causa ainda mais destruição. Goku passa a técnica da fusão aos garotos e deixa a Terra com eles.
Goku chega ao Outro Mundo e descobre que Gohan está vivo e estava treinando com a Espada Z. Depois de ter total controle da espada, a espada se quebra, libertando um Kaioshin na forma de um ancião, tipo um antepassado. Ele comenta que por um descuido acabou sendo aprisionado na Espada Z e faz um ritual de 25 horas que faria Gohan ficar ainda mais forte. Goten e Trunks consegue aprimorar a técnica da fusão e enfrentam Boo, mas seu nível não era o adequado e perdem para Boo. Mr. Satan vai onde está Boo, mas Satan descobre que Boo possuía um lado que ainda desconhecia. Dois bandidos ferem um cachorro e Mr. Satan e Boo expele sua parte perversa que saía de sua fúria e Boo é derrotado pelo Boo mau, que depois é comido e o Boo mau sofre uma transformação. Goten e Trunks aperfeiçoam a técnica da fusão e pressiona Boo até atingir a transformação de Super Gotenks 3. Entretanto, o tempo da fusão termina e Gohan termina as 25 horas do ritual até atingir a transformação de Gohan Místico, sem a transformação do Super Saiyajin. Gohan leva vantagem em Boo depois de voltar pra Terra e o humilha. Boo absorve Gotenks, depois de Boo a fazer os garotos os obrigando a fazer a fusão e Piccolo e faz Gohan correr perigo. O Kaioshin antepassado sacrifica sua vida em troca da ressurreição de Goku e entrega seus brincos Potara, os brincos da fusão. Kibito e Kaioshin fazem a demonstração e a fusão é feita, mas é uma fusão eterna. Goku chega no campo de batalha, mas Boo absorve Gohan depois de passar o tempo da fusão. Depois aparece Vegeta depois de receber permissão do Enma Daioh para ficar com seu corpo e Goku pede a Vegeta para fazer a fusão do Potara, mas este se recusa porque Goku não enfrentou Vegeta usando seu poder total. Vegeta depois aceita fazer a fusão depois que Boo exterminou a humanidade e absorveu Gohan, Gotenks e Piccolo. Assim nasce Vegeto e este o humilha usando seus incríveis super poderes do Potara. Boo depois absorve Vegeto e Vegeto adentra no corpo de Boo, mas a fusão se desfaz. Goku e Vegeta salvam Gohan, Goten, Trunks e Piccolo e enfrentam um outro Boo dentro dele. Vegeta se desfaz do outro Boo que o Boo mau o absorveu depois de ser transformado em chocolate e Goku e Vegeta sai com os outros que os tinha salvado. Boo sofre a transformação para o Kid Boo, o Boo anterior e Boo destrói a Terra, sobrevivendo apenas Goku, Vegeta, Mr. Satan e Dende, mas Gohan, Piccolo, Goten e Trunks morrem.
Goku enfrenta Boo com poder máximo. Depois de Vegeta ver Goku lutar, Vegeta depois descobre que Goku o superou. Vegeta depois resolve enfrentar Boo para que Goku reúna energia máxima de 1 minuto para derrotar Boo, mas Goku depois fica sem energias e perde a transformação de Super Saiyajin 3. Mr. Satan aparece e perturba Boo, mas Boo se livra do Boo gordo, eliminando todo tipo de hesitação. Depois o Boo gordo enfrenta Boo. Dende, Kibitoshin, fusão de Kibito e Kaioshin e o Kaioshin antepassado vão para Namekusei para ressuscitar as pessoas e restituir a Terra. Seu trunfo era fazer a Genki-Dama, mas as pessoas da Terra não cooperavam. Mr. Satan dá a sua voz e faz as pessoas levantar suas mãos. A Genki-Dama está finalmente concluída, mas Goku não conseguia empurrar porque não tinha energias. Porunga restitui a força de Goku e Boo finalmente é derrotado. Assim, o Boo gordo se junta ao grupo de Goku e a paz finalmente reinou na Terra. 10 anos se passaram, Gohan e Videl se casam e tiveram uma filha chamada Pan, Goten e Trunks atingem a uma idade avançada e Vegeta e Bulma tiveram uma filha chamada Bra, nascimento feito por Whis em Dragon Ball Super. Depois, Goku e Vegeta entram no torneio porque Goku achou que Uub ia participar do torneio. Goku deduz que Uub é a reencarnação do Boo malvado, uma dedução feita por Dende, o Kami-Sama da Terra e o enfrenta para testar suas habilidades. Depois Goku interrompe a luta com Uub e vai até onde ele mora para treinarem para ficarem mais fortes deixando o resto com seus amigos e se encerrando o terceiro arco, e também, a série.

## Episódios
Dragon Ball Z Kai tem a quantia de 159 episódios no Japão e 167 nos EUA (versão que chegou ao Brasil), com cada episódio contendo cerca de 22 minutos.

## Trilha sonora
Para a primeira parte de DBZK, a trilha sonora foi composta por Kenji Yamamoto. No entanto, em 9 de Março de 2011, o autor das BGMs de Dragon Ball Z Kai foi acusado de plágio pelo fato de algumas músicas da série Dragon Ball Z Budokai terem semelhança com outras músicas famosas, além de violar os direitos autorais de terceiros. Por conta disso, os 3 últimos episódios tiveram a trilha sonora substituída pelas BGMs originais compostas por Shunsuke Kikuchi. A troca também se estendeu às exibições posteriores pela TV, e também a futuros lançamentos em DVD e Blu-Ray, sendo que na versão da Funimation a mudança na trilha sonora aconteceu por volta do episódio 17.
Norihito Sumitomo é o responsável pela trilha sonora da segunda parte de DBZK, também conhecida como The Final Chapters.

## Cortes na transmissão doCartoon Network
Alguns trechos de episódios de DBZK foram editados na exibição do Cartoon Network Brasil, pois a versão original possui cenas consideradas impróprias para exibição a tarde na TV brasileira, como o Mestre Kame insinuando a Bulma. Em dois episódios da saga Freeza aparece Vegeta e Rikum fazendo gestos obscenos como fazendo dedo do meio, como na versão Z e na versão Z Kai do Japão. A versão dublada e na versão norte-americana não aparece. O Cartoon Network aparece alguns episódios defeituosos, como adiantamento e atrasos de áudio e não total dublagem dos episódios, deixando apenas alguns picos nos episódios, apenas com áudio em inglês. Com o retorno da série, na saga Freeza, temas antigos da saga Z foram introduzidos, ao invés da versão original. Na versão original, só foram introduzidos os temas da saga Z no fim da saga Cell. No Cartoon Brasil usava a versão latino. Com o fim da saga Cell, de volta ao primeiro episódio, os temas Z foram introduzidos.
Um dos episódios acabou sendo cortado do Cartoon Network Brasil. Também cortes nos temas de abertura e encerramento, encurtando as músicas temas de abertura e encerramento. Na versão da Band, os temas Z Kai foi mantido, como também a inclusão de um episódio que não foi passado no Cartoon, o episódio 37, mas também encurtamento nos temas de abertura e encerramento. As versões originais dos episódios depois só seriam encontrados apenas na versão para DVD. Ausência também das cenas de sangue e nudismo, diferente na versão original Z Kai e Z. O bordão "Nossos heróis", usado na série Pokémon, é usado na série. A música de encerramento "Kokoro no Hane", interpretada pelo AKB48, não ganhou versão em português, e ao invés de exibí-lo o Cartoon Network preferiu exibir o encerramento normal, "Yeah! Break! Care! Break!". O Cartoon começou sua exibição de Dragon Ball Z Kai com a fase de Majin Boo em 2017, mas com uma versão norte-americana intitulada como "The Final Chapters". Todo episódio em exibição são com áudio japonês brasileiro, mas a abertura e encerramento é na versão norte-americana, diferente de Dragon Ball Super que estava em exibição no Cartoon Network.
O episódio 153 (Invencível! O guerreiro supremo da fusão Vegeto!) não foi exibido no dia 17/11/2017 (logo após a abertura em inglês foi exibido o Dragon Ball Super), talvez tenha sido por causa do falecimento da dubladora da Bulma no Japão Hiromi Tsuru. Sua exibição foi feita no horário das 23:30 ou possivelmente na madrugada de domingo para segunda. No episódio 154 não é mostrado Boo tentando golpear Vegeto no início do episódio pouco depois de Vegeto tentar golpear Boo. Diálogos em que aparece conteúdo sexual nos episódios 138 e 19 episódios depois não aparece, a exemplo também em Dragon Ball Super no episódio 12 em que o Supremo Kaio antepassado mostra uma foto de uma revista de sacanagem ao Kibitoshin. No episódio final, passa o tema Chala head Chala, parte do tema de encerramento do filme A Batalha dos Deuses.

## Fatos e curiosidades
- Em Março de 2011, Kenji Yamamoto (autor das BGMs de Z Kai) foi acusado de plágio devido à infração de direitos autorais. Como consequência, todas as músicas de fundo foram substituídas pelas trilhas originais de Shunsuke Kikuchi nas futuras exibições e também nos lançamentos em DVD e Blu-Ray.[7]

## Músicas

### Abertura
- "Dragon Soul" por Takayoshi Tanimoto, Rodrigo Rossi
  - Versão 1: Episódio 01 - 29
  - Versão 2: Episódio 30 - 55
  - Versão 3: Episódio 56 - 69
  - Versão 4: Episódio 70 - 98
- "Kuu-Zen-Zetsu-Go!" por Takayoshi Tanimoto
  - Versão Única: Episódio 99 - 159
- Fight it out (versão internacional) Rodrigo Rossi
  - Episódio 99 - 167

### Encerramento
- "Yeah! Break! Care! Break!" por Takayoshi Tanimoto, Rodrigo Rossi
  - Episódio 01 - 55
- "Kokoro no Hane" por Team Dragon from AKB48
  - Episódio 56 - 98
- "Haikei, Zarathustra" por Good Morning America
  - Episódio 99 - 111
- "Junjou" por Leo Ieiri
  - Episodio 112 - 123
- "Oh Yeah!!!!!!!" por Czecho no Republic
  - Episódio 124 - 136
- "GALAXY" por Kyuso Nekokami
  - Episódio 137 - 146
- "Don’t Let Me Down" por Gacharic Spin
  - Episódio 147 - 159
- Never give up!!! (versão internacional) Rodrigo Rossi
  - Episódio 99 - 167